# Euphorbia fragifera
Euphorbia fragifera es una especie fanerógama perteneciente a la familia Euphorbiaceae. Es endémica del sureste de Europa. 

## Descripción
Euphorbia fragifera tiene hojas simples. Las hojas están dispuestas alternativamente a lo largo de los tallos y son elíptica con bordes enteros. Las flores se presentan en cimas en forma de ciatos y son de color rojo. Las plantas florecen de abril a junio. 

## Distribución
Euphorbia fragifera es nativa de Croacia, Serbia, Montenegro, Macedonia y Albania.

## Taxonomía
Euphorbia fragifera fue descrita por Giorgio Jan y publicado en Cat. Pl. Phaen. 76. 1818.
Etimología
Euphorbia: nombre genérico que deriva del médico griego del rey Juba II de Mauritania (52 a 50 a. C. - 23), Euphorbus, en su honor – o en alusión a su gran vientre –  ya que usaba médicamente Euphorbia resinifera. En 1753 Carlos Linneo asignó el nombre a todo el género.
fragifera: epíteto latino que significa ""que lleva una estructura similar a la fresa".".
Sinonimia
- Euphorbia epithymoides var. fragifera (Jan) Fiori
- Euphorbia fragifera var. inermis Nyman
- Euphorbia inermis Pancic ex Boiss.
- Euphorbia rablensis Wulfen ex Schrank[4][5]